# NAFO (skupina)

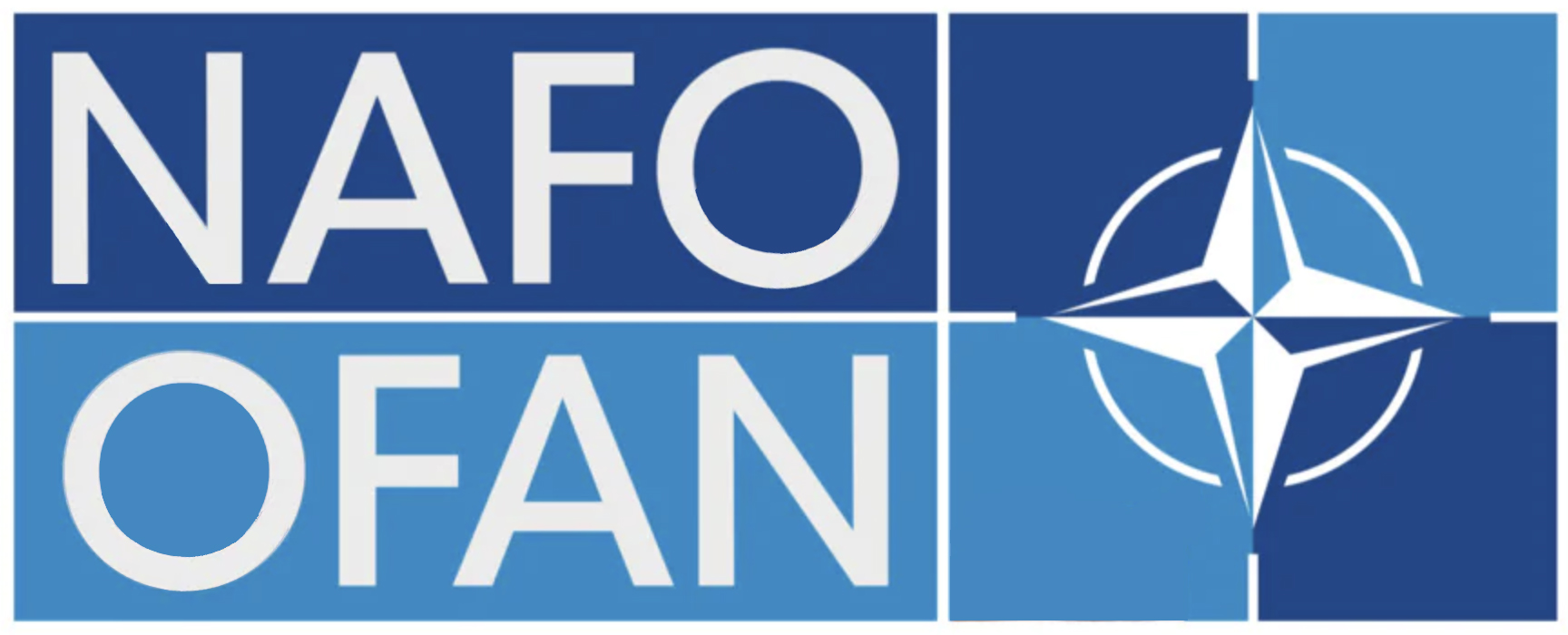
Logo NAFO, stylizované do podoby loga Severoatlantické aliance

Severoatlantická organizace Fellas (anglicky North Atlantic Fella Organization, francouzsky Organisation des Fella de l'Atlantique nord, též NAFO/OFAN – slovní hříčka odkazující na NATO, Severoatlantickou alianci) je internetový mem a mezinárodní dobrovolnické hnutí působící na sociálních sítích, zejména síti X (dříve Twitter), věnované boji proti ruské propagandě a dezinformacím o ruské invazi na Ukrajinu v roce 2022. Činnost NAFO je kategorizována jako forma informační války.
Kromě zveřejňování komentářů, které zesměšňují válečné úsilí, taktiku a neúspěchy Ruska a jeho podporovatele a představitele a propagaci úspěchů ukrajinské armády („bonking“), skupina také získává finanční prostředky pro ukrajinskou armádu a další proukrajinské účely. Symbolem, avatarem a "identifikačním znakem" člena NAFO je „fella“ – fotomontáž psa plemene Shiba Inu (vycházející z memu Doge).
V srpnu 2022 The Economist poznamenal, že „humornost NAFO skrývá jeho význam jako pozoruhodně úspěšné formy informační války“. NAFO přilákalo přímou kritiku od řady proruských subjektů a osobností, včetně ruské státní televize RT a mluvčí ruského ministerstva zahraničí Mariji Zacharovové.

## Historie hnutí

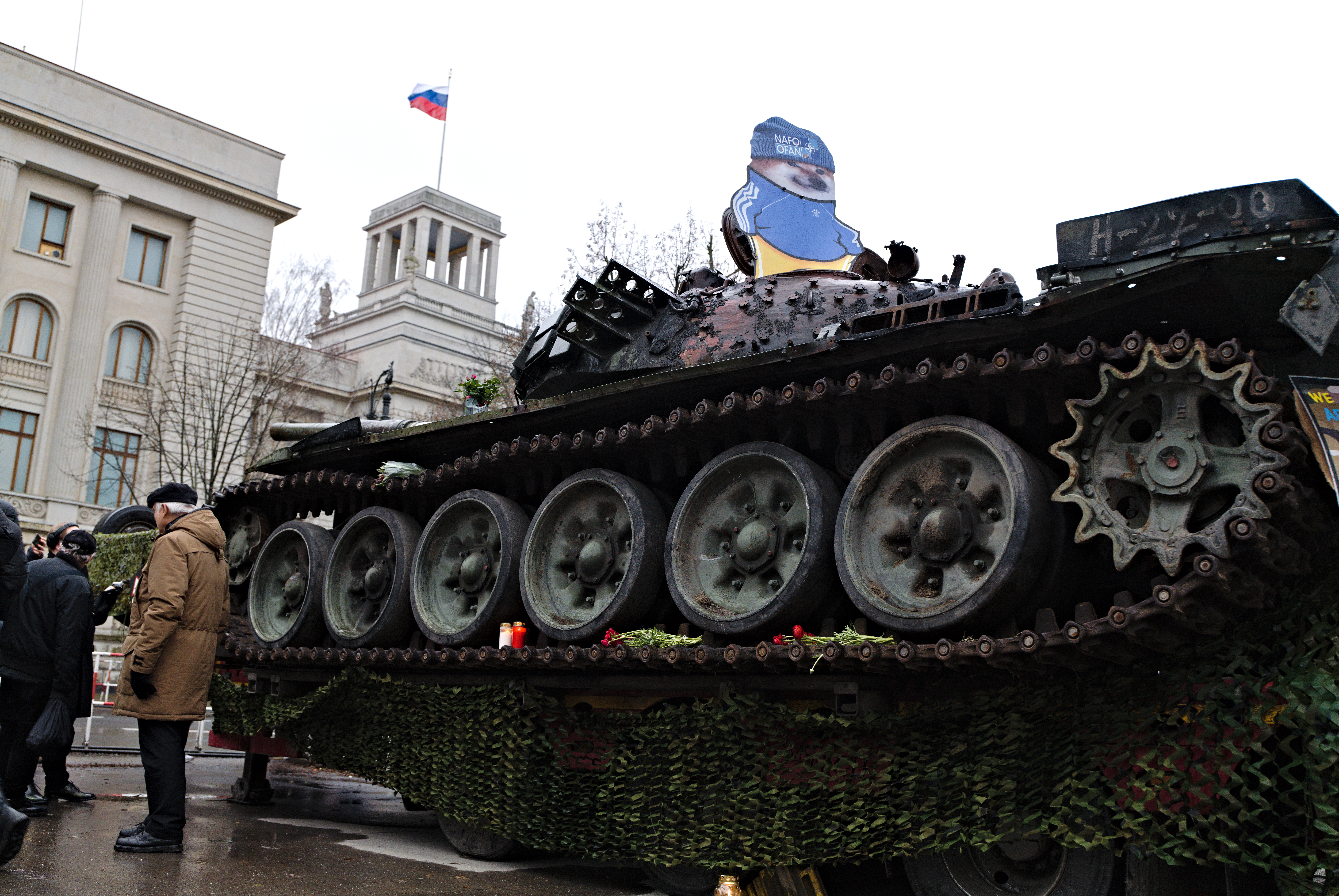
„Fella“ NAFO a zničený ruský tank před ruskou ambasádou v Berlíně

Původní mem obsahující „Fellu“ vznikl v květnu 2022, kdy polský twitterový umělec Kamil Dyszewski, působící pod přezdívkou @Kama_Kamilia, začal přidávat upravené obrázky psa Shiba Inu k válečným fotografiím z Ukrajiny. NAFO ve své dnešní podobě bylo založeno 24. května 2022 právě Dyszewskim, který je sice považován za "otce" celého hnutí, nikoliv však za jeho formálního vůdce. Plemeno Shiba Inu má nesouvisející významnou přítomnost v online kultuře minimálně od roku 2010 pod memem „Doge“.
Po nějaké době začal Dyszewski vytvářet zakázkové „Fellas“ jako odměnu pro ostatní uživatele, kteří přispěli Gruzínské legii, jednotce bojující na straně ukrajinské armády. Slovo „Fella“, pocházející z anglického slova „fellow“ (společník, kamarádíček), je v rámci NAFO považováno za genderově neutrální termín. Mezi těmi, kteří se podílejí na aktivitách skupiny, jsou silně zastoupeni současní a vysloužilí příslušníci ukrajinských ozbrojených sil i armád NATO, stejně jako Východoevropané a východoevropská diaspora. Německý list Berliner Kurier odhadl, že skupina zahrnuje „desítky tisíc“ dobrovolníků a podporovatelů. Fellas se objevují na různých upravených statických snímcích a „videích ukrajinských vojáků a jsou vkládáni do válečných záběrů, aby zesměšňovali ruskou armádu a vyzdvihovali ukrajinské vojáky“. NAFO označuje své odpůrce (online i na bojišti) jako vatniky. Někteří členové NAFO mají údajně „zvláštní zaměření“ na zneškodnění protivníků, kteří při argumentaci používají whataboutismus.
V červnu 2022 se skupina dostala do mainstreamového povědomí po interakci na Twitteru mezi ruským diplomatem Michailem Uljanovem a řadou účtů NAFO s kreslenými psy jako avatary. Poté, co Uljanov tvrdil, že ruská invaze v roce 2022 byla vyvolána tím, že Ukrajina údajně od roku 2014 ostřelovala civilisty na Donbasu, následovala výměna názorů mezi Uljanovem a Fellou @LivFaustDieJung, kdy Uljanov lámanou angličtinou odpověděl: "You pronounced this nonsense. Not me." (Ty jsi vyslovil tento nesmysl. Ne já.)
Uljanovovy odpovědi se chopili další členové NAFO. Fráze „vyslovil jsi tento nesmysl“ nebo jednoduše „vyslovit nesmysl“ začalo NAFO používat jako rychlou a degradující metodu, jak zesměšnit proruské účty.
Podle deníku The Wall Street Journal se předpokládá, že objem proukrajinského fundraisingu a prodeje zboží s tematikou skupiny „přesahuje hodnotu 1 milionu dolarů“ ... přičemž ale nejsou vedeny žádné oficiální záznamy o vybraných částkách“, takže tvrzení nelze nezávisle ověřit. V srpnu 2022 NAFO vybralo peníze pro Signmyrocket.com, webovou stránku, kde lidé platí za to, aby jim na ukrajinské dělostřelecké granáty a vybavení byly napsány vlastní zprávy. Webové stránky Task & Purpose popsaly výsledek tohoto snažení, jímž bylo samohybné dělo 2S7 Pion s nápisem „Super Bonker 9000“ a nálepkou baseballové pálky s nápisem „NAFO-Article 69“ na hlavni jako „samohybné dělo přinášející internetové memy do fyzické podoby“.
V článku o aktivitách skupiny ze srpna The Economist uvedl, že „Další populární slogan – ‚Co dělá protivzdušná obrana?‘ (What air defence doing?) – si dělá legraci ze selhání ruské protivzdušné obrany zabránit útoku na leteckou základnu Saky na Krymu, který se odehrál 9. srpna." Původ memu byl citovaný tweet v „pochybné angličtině“ od uživatele @200_zoka (se slovem airdefence idiosynkraticky spojeným do jednoho slova) reagující na fotografie kouře valícího se ze vzdáleného letiště.

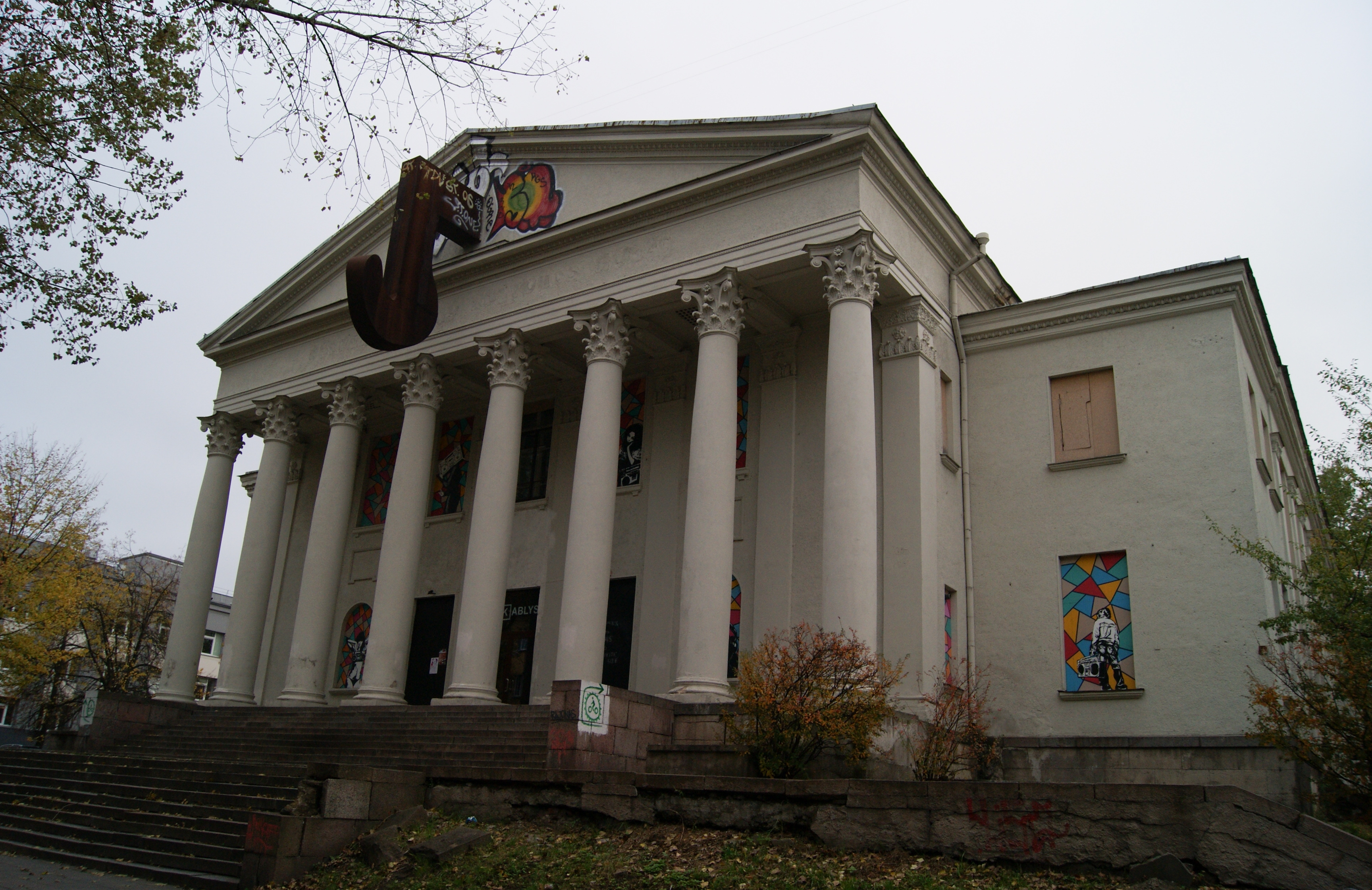
Noční klub Kablys, místo prvního summitu NAFO, Vilnius, 2023

Německá veřejnoprávní televize ZDF odmítá názor, že NAFO je operací americké Ústřední zpravodajské služby (CIA), a uvádí, že „skutečnost, že ‚NAFO‘ je financováno CIA, je jen sebepodceňující vtip mezi členy“. Vtip byl přijat řadou samotných Fellas, kteří upravili své profily na Twitteru tak, aby byla jejich poloha zobrazována jako Langley, sídlo ústředí CIA.
8. července 2023 uspořádalo NAFO svůj první summit v litevském hlavním městě Vilniusu, jenž svým datem předcházel Summitu NATO ve Vilniusu 2023, konaný ve dnech 11.–12. července téhož roku. Hlavní živě přenášená událost summitu NAFO se konala v nočním klubu Kablys ve Vilniusu s účastí zhruba 200 lidí osobně a tisíců dalších online. Summitu se zúčastnila řada významných politických osobností. Akci oficiálně zahájil litevský ministr zahraničí Gabrielius Landsbergis a prostřednictvím videohovoru se připojila estonská premiérka Kaja Kallasová. Na summitu byla uspořádána řada fundraisingových aktivit, včetně prodeje ukrajinského zboží, suvenýrů skupiny a dobročinné aukce uměleckého díla zobrazujícího personalizovaného Fella ukrajinského ministra obrany Oleksije Reznikova.

## Přijetí
Jeden ze členů NAFO, vystupující pod přezdívkou Tobias Fella, v civilním životě politolog, který cvičí vojáky Bundeswehru v práci se sociálními médii, popsal NAFO jako „odpověď západní občanské společnosti na ruské kampaně“ a jako součást větší „bitvy o suverenitu vyjadřování“ na sdílených online prostorech. Podle Politico „Ponořit se do NAFO znamená získat rychlokurz o tom, jak online komunity od Islámského státu přes krajně pravicové hnutí boogaloo, až po tuto improvizovanou bandu online válečníků proměnily internetovou kulturu ve zbraň.“
Americký profesor mediálních studií Jaime Cohen uvádí, že hnutí NAFO „je reálnou taktickou akcí proti národnímu státu“.  Velvyslanec Ukrajiny v Austrálii a na Novém Zélandu Vasyl Myroščyčenko poznamenal, že komunitní, decentralizovaná povaha NAFO je velmi důležitou a nedílnou součástí její síly.
Podle jedné analýzy "převážně anglicky psané memy udržely pozornost Západu na ukrajinské válce – pozornost, která je životně důležitá vzhledem k důležitosti západních zbraní pro ukrajinské síly." Americký podplukovník Steve Speece z Institutu moderní války ve West Point tvrdí: „Obsah memů sdílený v kanálech NAFO ... je téměř výhradně v anglickém jazyce a pravděpodobně není určen pro ruské publikum ... Tato fóra existují, aby generovala obsah pro zábavu a postavení jejich vlastních členů. Přesto je i západní politika národní bezpečnosti někdy výslovně řízena emocemi – jako je pobouření – pěstovanými v online komunitách.“
Berliner Kurier uvedl, že: „Stejně jako skutečné NATO má NAFO povinnost pomoci podle článku 5. To znamená, že každý Fella může požádat ostatní o pomoc, pokud je napaden nebo se setká s vážnými dezinformacemi. K tomu členové NAFO používají hashtag #NAFOarticle5, jehož použitím žádají pomoc od ostatních." Analytik z Německé rady pro zahraniční vztahy vyhodnotil tuto strategii jako „velmi účinnou“.
Rusko v minulosti efektivně využívalo trollí farmy, které se v boji proti NAFO ukázaly jako neúspěšné. Zmatené reakce Ruska na akce NAFO mohou pramenit z jeho „napjaté ideologické propagandy o Ukrajině“. Podle jednotky kybernetické války americké armády, 780. vojenské zpravodajské brigády: "Pro online komunitu, jako je NAFO, je nepřátelská zmínka o jejím cíli z oficiální propagandy důkazem, že její výsměch dosahuje požadovaného účinku."
V reakci na pozitivní vyjadřování estonské premiérky Kallasové na adresu NAFO mluvčí ruského ministerstva zahraničí Marija Zacharovová obvinila západní země z pokrytectví: „NAFO ztělesňuje přesně to, proti čemu Evropská unie donedávna bojovala: nenávistné projevy, netolerance, trolling, spam, šikana a všechny možné formy xenofobie. Nyní estonská premiérka tuto internetovou špínu otevřeně zasypává vděčností, ačkoli se zdá, že až donedávna byly „vyspělé“ západní demokracie hysterické kvůli mytickým „prokremelským trollům“.“
Někteří protiválečně orientovaní Rusové kritizovali NAFO kvůli tomu, že členové hnutí vytvářeli a sdíleli posměšné memy založené na obrázcích, které odkazovaly na ruského turistu zabitého žralokem v Egyptě. Poté, co se na jevišti na summitu NAFO ve Vilniusu objevil nafukovací žralok, prohlásila předsedkyně Fondu boje s korupcí a členka ruské opozice Marija Pevčichová: "Summit NAFO ve Vilniusu skutečně slaví na jevišti smrt turisty sežraného žralokem? Bojují s Moskvou humorem? Jsem jediná komu nedochází, co je vtipné na tom, že je člověk sežrán zaživa?" Podobné pocity vyjádřil i Leonid Volkov, spojenec Alexeje Navalneho, který skupinu obvinil z „pomoci Putinovi“ a dále na Twitteru napsal: „Putinova důležitá propagandistická linie: „Západ podporuje Ukrajinu, protože chce zabít všechny Rusy.“ by zmizela... nebýt neustálé pomoci NAFO.“ Po skončení summitu ve Vilniusu 10. července NAFO tweetovalo: „Ruští politici nechápou, že každou sekundu, kterou tráví online hádkami s kreslenými psy nebo staráním se o „online obtěžování“ žraločími memy jsou vteřiny utržené od jejich zaměření na Ukrajinu. To je to, co chceme. Třeba se zblázněte zlostí."

## Uznání
28. srpna 2022 oficiální twitterový účet Ministerstva obrany Ukrajiny vyjádřil své uznání NAFO zveřejněním obrázku odpalovaných raket a „Felly“ oblečeného v bojové uniformě, s rukama na tváři a s výrazem blaženosti. 
Vysoce postavení vojenští a političtí představitelé na Ukrajině a v zemích NATO změnili své avatary na Twitteru na obrázek vlastního Felly. Například ukrajinský ministr obrany Oleksij Reznikov 30. srpna 2022 dočasně změnil svůj twitterový avatar na obrázek Felly vytvořeného na jeho počest. Kromě toho ukrajinský prezident Volodymyr Zelenskyj a oficiální platforma pro získávání finančních prostředků United24 v březnu 2023 uznali skupinu za její významnou pomoc a podporu. 20. května 2023 litevský prezident Gitanas Nausėda veřejně podpořil první summit NAFO ve Vilniusu a vyzval potenciální návštěnvíky, aby navštívili litevské hlavní město a summitu se zúčastnili.
Mezi další podporovatele NAFO z řad vojenských a politických činitelů patří bývalý prezident Estonska Toomas Hendrik Ilves, současná premiérka Estonska Kaja Kallasová, litevský ministr zahraničí Gabrielius Landsbergis, americký politik Adam Kinzinger, a generálmajor armády Spojených států Patrick J. Donahoe.
Dne 13. července 2023 bylo Kamilu Dyszewskému, jakožto zástupci a de facto zakladateli NAFO, uděleno litevským ministerstvem zahraničních věcí ocenění Hvězda litevské diplomacie, nejvyšší diplomatické ocenění udělované Litvou.